# Wildalpener Salzatal

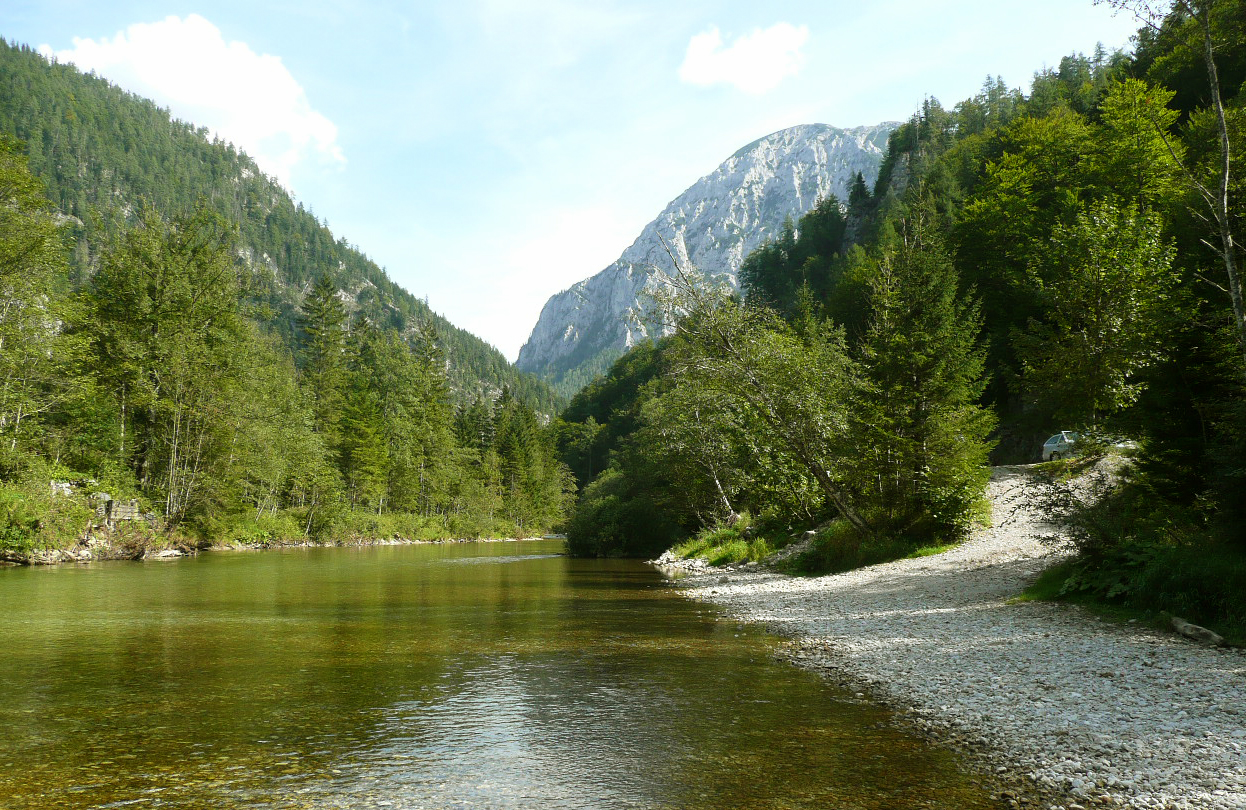
Salza bei Brunn (Wildalpen)

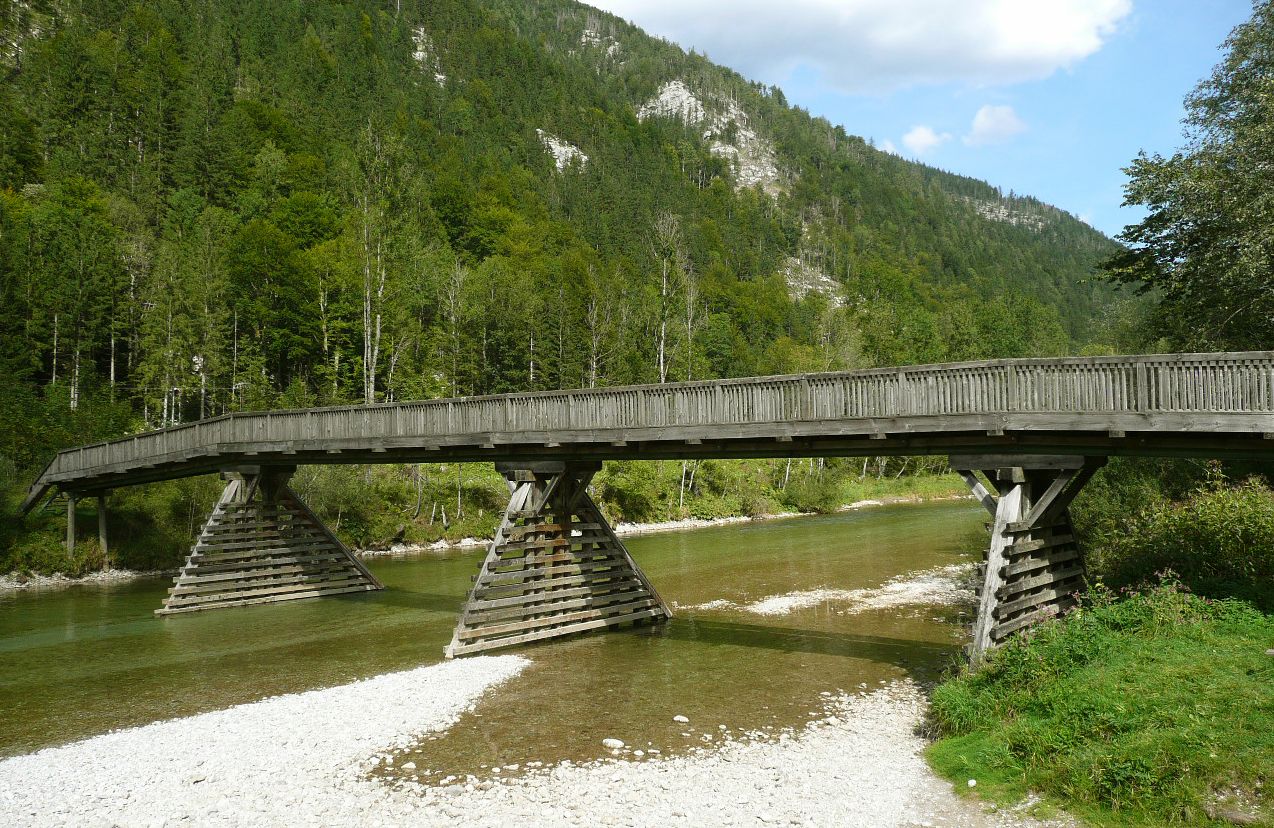
Holzbrücke 2 km stromaufwärts von Brunn

Das Wildalpener Salzatal (NSG a02) in den steirischen Kalkalpen wurde 1958 per Verordnung zum Naturschutzgebiet erklärt und ist mit 51.460 Hektar eines der größten Naturschutzgebiete Österreichs. Es erstreckt sich über etwa 20 km beidseits des Wildwasserflusses Salza von nahe Altenmarkt bei Sankt Gallen im Westen bis Gußwerk nahe Mariazell im Osten und umfasst die gesamte Gemeinde Wildalpen, die Gebiete der ehemaligen Gemeinden Palfau und Gams bei Hieflau, sowie den Nordostteil von Altenmarkt und die Westhälfte von Gußwerk.
Das Naturschutzgebiet erstreckt sich in die Hochschwabgruppe im Süden sowie die Ybbstaler Alpen im Norden, in Höhen von 490 bis 2277 m. Dazu gehören die Nordflanken des Hochschwabs, der Zeller Staritzen und weiterer Nebenberge sowie die Südflanken von Voralpe und Gamsstein in den Ybbstaler Voralpen bzw. Göstlinger Alpen und die Südflanken der Zellerhüte in den Lassingalpen.
Bis auf die Gußwerker Anteile gehört das Naturschutzgebiet auch zum Naturpark Steirische Eisenwurzen, der in den Nationalpark Gesäuse (NP 2002 bzw. das Naturschutzgebiet Gesäuse und anschließendes Ennstal bis zur Landesgrenze) übergeht. Nördlich schließen in Niederösterreich noch das Landschaftsschutzgebiet Ötscher-Dürrenstein (LSG 11) an, dessen Kernbereich das Wildnisgebiet Dürrenstein (Wildnisgebiet IUCN Ib) und dessen Nordteil den Naturpark Ötscher-Tormäuer (nö. NPK 8) bildet, sowie in den Voralpen-Anteilen der Naturpark [Niederösterreichische] Eisenwurzen (NPK 20). Damit stellt das Gebiet einen bedeutenden Biosphärenkorridor eines Schutzgebietsverbunds dar, der heute nahezu geschlossen von den Grenzen Wiens bis zum Dachstein reicht (Projekt Econnect). Eine im Norden an das Hochkar anschließende Teilfläche des Naturschutzgebiets wurde unter dem Namen Steirisches Lassingbachtal samt Einhänge zur Salza am 17. Juni 2021 von der Steiermärkischen Landesregierung als Wildnisgebiet verordnet, was am 1. August 2021 in Kraft trat. Dieser Bereich ergänzt damit das Wildnisgebiet Dürrenstein, das seither Wildnisgebiet Dürrenstein-Lassingtal heißt.
Hauptort ist das zentral gelegene Wildalpen mit einem Kajak-Leistungszentrum der Organisation Naturfreunde.